# Mickey's Polo Team
Mickey's Polo Team (El equipo de polo de Mickey) es un cortometraje de animación de 1936 producido por Walt Disney Productions y lanzado por United Artists. El cortometraje incorpora una partida de polo entre cuatro personajes animados de Disney, liderados por Mickey Mouse, y cuatro versiones caricaturizadas de estrellas de cine reales. Fue dirigido por David Hand y fue estrenado el 4 de enero de 1936. El cortometraje fue inspirado por el amor personal de Walt Disney por el polo. Fue el 80.º cortometraje de Mickey Mouse en estrenarse, y el primero del año del estreno.
El corto cuenta con cameos de varios personajes de Disney de cortometrajes de Mickey Mouse y Silly Symphony, además de varias celebridades reales de la década de 1930.

## Trama
Mickey Mouse participa en un juego de polo, con un equipo que incluye a Goofy, el Lobo Feroz, y el Pato Donald, quien tiene problemas con su burro. Están jugando contra Stan Laurel, Oliver Hardy, Harpo Marx y Charlie Chaplin (con su traje de Charlot). El actor Jack Holt, que se desempeña como árbitro, lanza la pelota, lo que da comienzo al juego. El primero en salir es Oliver, que es derribado de su caballo cuando los dos equipos luchan por quitarle el balón al otro. Es golpeado en la cabeza con herraduras mientras está en el suelo. El lobo feroz toma la pelota y logra mantenerla por delante de los demás, pero Charlie Chaplin pronto roba la pelota y la golpea en uno de los postes, usando su bastón para darse la vuelta para ir en la otra dirección y seguir el ritmo. equipo. Mientras tanto, Ollie lucha por volver a montar en su caballo debido a su sobrepeso corporal. Mientras Mickey golpea la pelota hacia la meta de su casa, Harpo Marx y su avestruz se ven obligados a esconderse bajo la arena para evitar ser golpeados. Ollie finalmente puede subirse a su caballo, pero su peso hace que el cuerpo del caballo se hunda en el medio.
En un intento por hacer que el caballo se mantenga de pie, Stan Laurel tira de la cola del caballo de Ollie y la ata con un nudo, que funciona. Sin embargo, el caballo se niega a volver al juego y no importa cuánto intente Ollie atraerlo, permanece en su lugar. Stan intenta pincharlo con una aguja para que se ponga en marcha, pero se quita antes de que pueda hacerlo, arrojando a Ollie y haciendo que lo pinchen a él. En el juego, el Lobo Feroz vuelve a tomar la delantera con la pelota, pero pierde su mazo en el proceso y usa su aliento para hacer que la pelota avance. Sin embargo, Shirley Temple y los Tres Cerditos se burlan de él por hacer esto y le lanzan frambuesas. Se enoja y empuja hacia atrás volando la cerca detrás de la cual están y nublándolos con polvo, pero la distracción hace que pierda su ventaja en el juego. Donald toma la delantera y golpea la pelota, pero Harpo Marx le devuelve la pelota y el impulso detrás de los dos para hacer que la pelota termine con ellos chocando.
Donald le grita insultos por noquearlo, pero Harpo responde golpeándolo con guantes de boxeador que esconde en su ropa, quema a Donald con un soplete y usa un matraca para empujarlo, de regreso a su burro. La pelota cae justo al lado de él y él intenta golpearla pero el equipo se la quita. Frustrado, intenta que su burro se mueva pero se sienta sobre él, riéndose. Luego lo patea contra el suelo donde la pelota cae sobre su cola y los otros jugadores lo pisotean (incluido Ollie, quien finalmente logra volver al juego). Donald hace una rabieta y accidentalmente se traga la pelota, lo que hace que los equipos lo persigan para sacarla. Harpo lo golpea primero, usando la cabeza de su avestruz, y el Lobo Feroz logra sacar brevemente la pelota al golpearlo, pero rebota dentro de Donald. Todos los jugadores de ambos equipos intentan golpearlo, lo que al final hace que se escarbe en la arena para escapar. Donald intenta esconderse dentro de un poste, pero los equipos continúan tratando de golpearlo. Finalmente, arranca el poste de su base y conduce a ambos equipos hacia el árbitro Jack Holt, lo que hace que todos choquen y que los caballos terminen montando a sus dueños y continúen el juego de esa manera.

## Recepción
The Film Daily calificó el corto como "un golpe de gracia" y dijo: "Para el entretenimiento animado rápido y furioso, esto supera todo lo producido hasta la fecha por las tiendas de Walt Disney... Fue una gran idea y los chicos de Disney pusieron mucho ingenio y esfuerzo en él, lo que resulta en una comedia de dibujos animados que es un gran alboroto de principio a fin."

## Lista de apariciones
En detalle los personajes son:
- Árbitro: Jack Holt

Equipo de "Mickey Mousers":
- Mickey Mouse, montando al caballo Dulcepie
- Goofy como "The Goof"
- El Lobo Feroz
- Pato Donald, montando a Jenny la burra

Equipo de "Movie Stars":
- Stan Laurel
- Oliver Hardy
- Harpo Marx, montando un avestruz
- Charlie Chaplin

Espectadores (personajes de Disney):
- Clarabelle
- Pluto
- Fifí la Pekinés
- Los Tres Cerditos
- Max la Liebre, de The Tortoise and the Hare
- Dos Conejitos de Pascua, de Funny Little Bunnies
- La Gallinita Sabia, de The Wise Little Hen
- El Ratón Volador y su madre, de The Flying Mouse
- Peter y Polly, de Peculiar Penguins
- El Rey Midas y Dorito, de The Golden Touch
- Ambrosio y Bill el Sucio, de The Robber Kitten
- Robin y Jenny Wren, de Who Killed Cock Robin?

Espectadores (celebridades de cine):
- Shirley Temple
- Charles Laughton, vestido como Enrique VIII
- Eddie Cantor
- W. C. Fields
- Harold Lloyd
- Greta Garbo
- Edna May Oliver
- Clark Gable

## Reparto
- Mickey Mouse: Walt Disney
- Pato Donald: Clarence Nash
- Goofy: Pinto Colvig
- Lobo Feroz: Billy Bletcher
- Clarabelle: desconocido
- Estrellas de cine: desconocido

## Medios domésticos
El cortometraje fue lanzado en DVD el 4 de diciembre de 2001 en Walt Disney Treasures: Mickey Mouse in Living Color y en "Walt Disney's Classic Cartoon Favorites Extreme Sports Fun" Volume 5.